# Herzogtum Franken

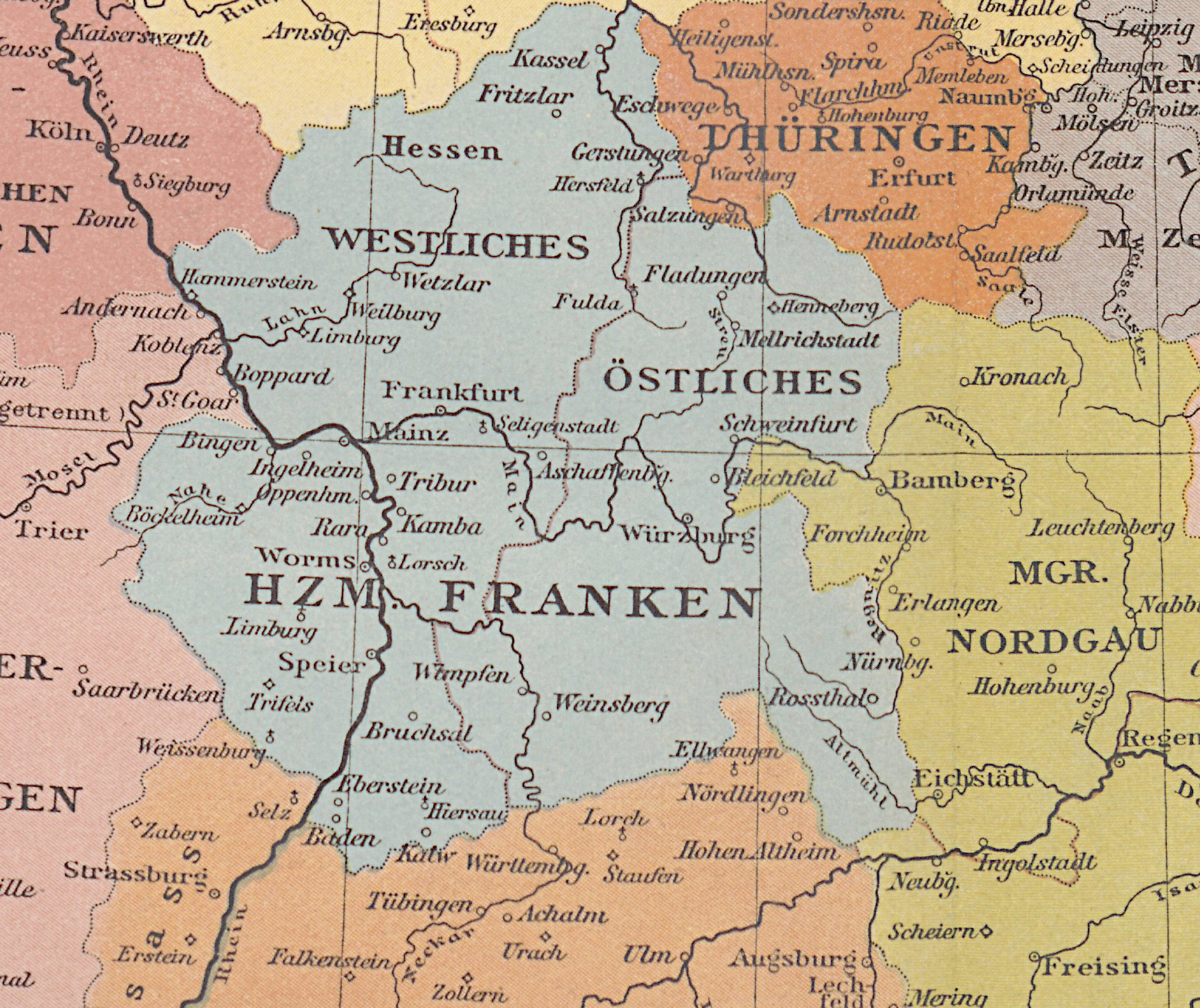
Herzogtum Franken um 900

Das Herzogtum Franken war eines der Stammesherzogtümer des ostfränkischen Reichs, die sich gegen Ende der Karolingerzeit Anfang des 10. Jahrhunderts herausbildeten. Sein Gebiet umfasste das heutige Hessen, das nördliche Baden-Württemberg, Südthüringen, weite Teile von Rheinland-Pfalz und Teile der heute fränkischen Gebiete in Bayern. Das Herzogtum Franken hatte mit allen anderen Stammesherzogtümern eine gemeinsame Grenze: Sachsen, Bayern, Schwaben und Lothringen (Ober- und Niederlothringen).

## Geschichte

### Mittelalter
Gegen Ende der Karolingerzeit Anfang des 10. Jahrhunderts bildete sich das Herzogtum Franken heraus. Doch auch nach der Schwächung der königlichen Zentralgewalt unter dem letzten ostfränkischen Karolinger Ludwig dem Kind (900–911) konnte sich das Herzogtum Franken nicht so entwickeln, wie es zum Beispiel in Sachsen gelang. Versuche der ersten Salier scheiterten, und erst kurz vor dem Ende der karolingischen Dynastie, im Jahr 906, wurde mit Konrad dem Jüngeren, Graf im Niederlahngau, ein Herzog von Franken genannt. Mit Konrad wurde fünf Jahre später zum ersten Mal ein Nichtkarolinger ostfränkischer König (Konrad I., 911–918, verschollene Grablege im Dom zu Fulda). Das Reich wurde weiterhin als fränkisch aufgefasst (Regnum Francorum). Der König nannte sich Rex Francorum und lebte nach dem salischen Recht der Franken, der Lex Salica, ungeachtet ob er nun fränkischer (Karolinger bis 911, Konradiner bis 918) oder sächsischer (Ottonen 918–1024) Abstammung war. Aber als nach dem Tod Konrads I. die ostfränkische Königskrone an die sächsischen Herzöge (Ottonen) überging, fiel die Familie und damit das Land wieder auf das Machtniveau eines Stammesherzogtums zurück. Die Aufstände, die Konrads Bruder Eberhard (Konradiner), sein Nachfolger im Herzogtum Franken, gegen den neuen König und späteren Kaiser anzettelte, endeten 939 mit dem Tod Eberhards und dem vorläufigen Ende des Herzogtitels in Franken nach nur 33 Jahren. Das Land wurde unmittelbar dem König unterstellt, d. h. eingezogen bzw. aufgehoben und hundert Jahre später endgültig in die kurzlebigen Herzogtümer Ostfranken und Westfranken geteilt.
In der Folgezeit gab es zwar immer wieder Verleihungen dieses Herzogstitels, aber immer als fast inhaltslose Würde ohne konkrete Beschreibung. Kaiser Friedrich I. verlieh den Titel aufgrund gefälschter Urkunden 1168 an die Bischöfe von Würzburg (womit sich der Begriff weiter nach Osten verschob), doch Bemühungen der Staufer deuten auf Bestrebungen zur Restaurierung des Herzogtums Franken für die eigene Familie hin, basierend vor allem auf dem Erbe der Salier. Als die Zeit der Stammesherzogtümer mit den Staufern zu Ende ging, kam dieses Vorhaben jedoch nicht mehr zur Reife.
Albrecht Achilles, Markgraf von Ansbach und Kulmbach, versuchte im 15. Jahrhundert, das Herzogtum wiederzubeleben. Die Pläne scheiterten vor allem an der Reichsstadt Nürnberg. So konnte er sich in mehreren Konflikten (Nürnberger Städtekrieg, Erster Markgrafenkrieg, Bayerischer Krieg) nicht durchsetzen.

### Neuzeit
Weder der Titel Herzog von Franken noch das Territorium als Herzogtum Franken hatten eine ähnlich große Bedeutung wie bei Sachsen, Bayern und Schwaben. Zu Beginn der Neuzeit entstand aber spiegelbildlich zu diesen ehemaligen Stammesherzogtümern auch in Franken ein gemeinsames Band, der Fränkische Reichskreis.
Während des Dreißigjährigen Krieges wurde Herzog Bernhard von Sachsen-Weimar vom siegreichen Schwedenkönig Gustav II. Adolf bzw. vom Heilbronner Bund 1633 mit einem erneuerten Herzogtum Franken belehnt, das hauptsächlich aus den Bistümern Bamberg und Würzburg bestand. Verwalter wurde Bernhards Bruder Ernst, doch mit der Niederlage der Schweden 1634, insbesondere in der Schlacht bei Nördlingen, endete der Restaurationsversuch des Herzogtums.
Der Herzogstitel fiel wieder an die Würzburger Fürstbischöfe zurück und erhielt im amtlichen Schriftverkehr des ausgehenden 17. und 18. Jahrhunderts eine zunehmend prominente Rolle. In Briefen des Amtsinhabers wie in Briefen an ihn setzte sich die Ausdrucksweise „Bischoff zu Würtzburg, Hertzog zu Francken“ durch. In einem Schreiben von Bischof Peter Philipp von Dernbach vom 21. Juli 1678 bezeichnete sich dieser nicht nur mit diesen Titeln, sondern nannte auch sein Territorium, das Würzburger Hochstift, als „Bistumb Würzburg und Herzogthumb zu Franckhen“. Der Herzogstitel verkörperte hierbei den weltlichen Arm der bischöflichen Herrschaft über einen Teilstaat des Heiligen Römischen Reichs. Das Weiterleben des fränkischen Herzogtums im Hochstift Würzburg trug zur fränkischen Identität der Bevölkerung bei, sodass ein gelehrter Untertan das Bistumsgebiet 1790 als „fränkisches Vaterland“ begreifen konnte.
In der Titulatur des Königs von Bayern (ab 1835) tauchte der Titel Herzog von Franken dem Namen nach bis 1918 noch einmal auf. Für die landsmannschaftliche Identität der Bevölkerung in den bayerischen Teilgebieten Frankens wurde der Herzogsbegriff zunehmend obsolet, da sich das territoriale Bewusstsein bis heute an den Bezeichnungen der drei Regierungsbezirke Unterfranken, Mittelfranken und Oberfranken festmacht.

## Herrscher in Franken
Konradiner
Konrad der Ältere, † 906 – „besaß eine herzogsähnliche Stellung im Raum Franken“
Konrad der Jüngere, † 918, ostfränkischer König Konrad I. 911, „…man kann zumindest vermuten, dass er also in Franken eine herzogliche Stellung einnahm“
Eberhard, † 939, Bruder des vorigen, Herzog von Franken
Salier
Konrad der Rote, 942/945 Graf in Franken, d. h. mit gräflichen Vollmachten in Franken
Staufer
Friedrich I. von Schwaben, † 1105, „…dass bereits Friedrich I. als Herzog von Franken bezeichnet werden konnte.“
Konrad von Staufen, Herzog, deutscher König Konrad III. † 1152, – „Wurde 1116 … zum Herzog im östlichen Franken ernannt.“
Bistum Würzburg
Liste der Bischöfe von Würzburg